# Síndrome del seno carotídeo
El síndrome del seno carotídeo se produce al hiperexcitarse el reflejo del seno carotídeo. 

## Causa
La causa del síndrome del seno carotídeo no está clara. Se aventura que puede deberse:
- A una lesión en el núcleo del tracto solitario, el que recibe las fibras aferentes de los nervios facial, glosofaríngeo y vago.
- A una lesión periférica a nivel del barorreceptor del seno carotídeo.
- O a un defecto central con interferencias en la circulación ipsilateral.

## Consecuencias
Los efectos que se pueden observar son: respuesta cardioinhibitoria, debida a la aferencia del nervio vago; vasodepresión, descenso de la presión arterial sin modificación en la frecuencia cardiaca; y/o convulsiones o crisis cerebrales.
El síndrome del seno carotídeo puede producir un síncope, aunque no es habitual. Es decir, puede producir una pérdida de conocimiento repentina, breve y reversible al girar la cabeza, al mirar arriba, al apretarse el cuello de la camisa o utilizar collares apretados o, incluso, al afeitarse.